# Середземноморський клімат

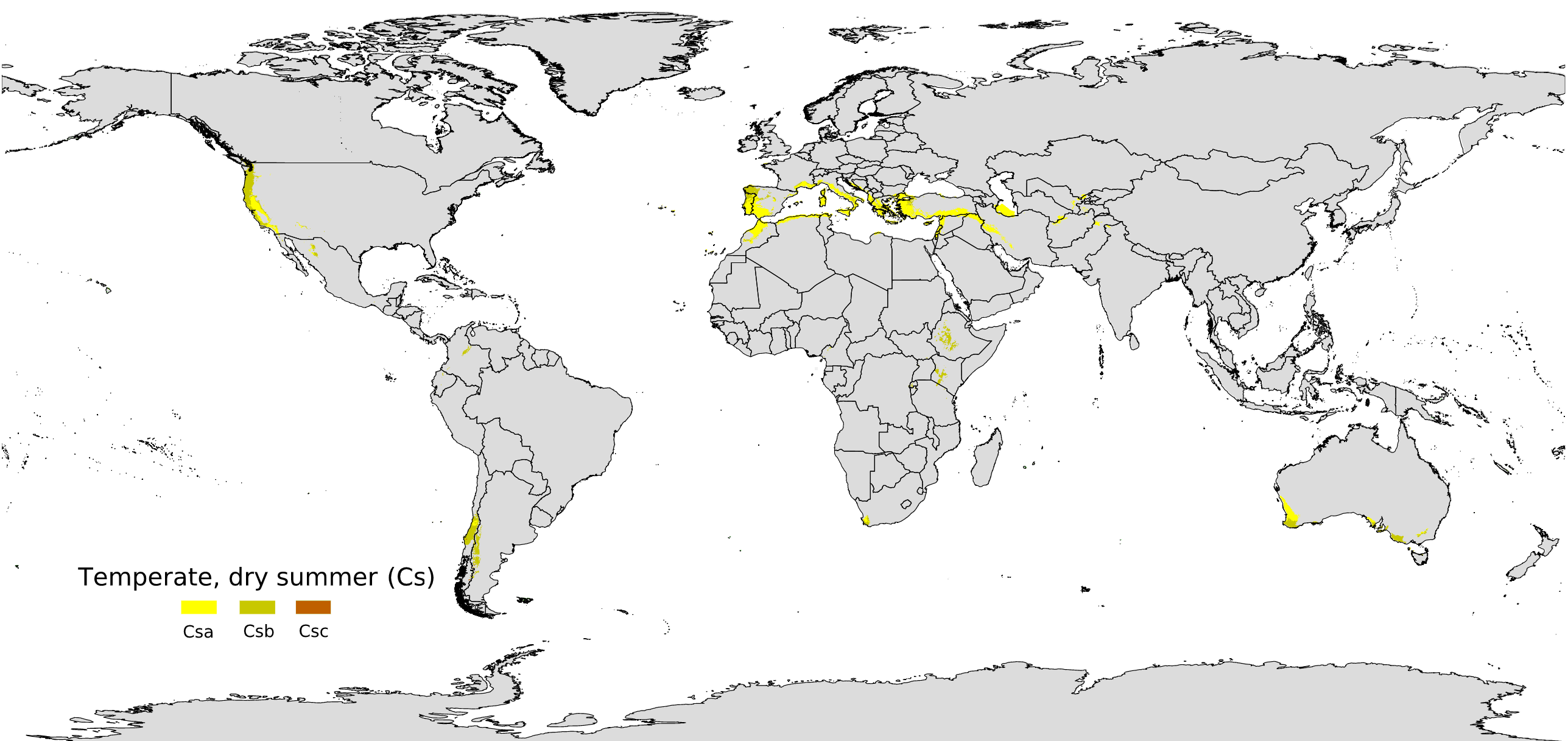
Терени з Середземноморським кліматом

Середземномо́рський клі́мат — різновид субтропічного клімату з сухим спекотним літом і дощовою прохолодною зимою. Поширений на територіях, прилеглих до Середземного моря, а також цей тип клімату переважає в більшій частині Каліфорнії, в деяких районах Західної і Південної Австралії, в південно-західній частині Південної Африки, у центральній частині Чилі. В Україні присутній тільки на вузькій смузі Південного узбережжя Криму — 0,21 % території країни.[джерело?]

## Загальна характеристика
Клімату характерні спекотне сухе літо і прохолодна волога зима. Наприклад, в місті Перт (Австралія), в зимові місяці у південній півкулі (з грудня до лютого) кількість опадів становить 450 мм і середньоденний мінімум 8 °C. Водночас влітку (червень-серпень) кількість опадів лише в середньому 32 мм.
Середземноморська кліматична зона пов'язана з п'ятьма великими субтропічними зонами високого тиску над океаном — Азорський максимум, Південноатлантичний максимум, Північнотихоокеанський максимум, Південнотихокеанський максимум і Індійськоокеанський максимум. Ці зони високого тиску витягують повітря влітку з екватора і з полюсів в зимовий час, відіграючи важливу роль у формуванні світових пустель і тропічних зон середземноморського клімату. Наприклад, Азорські максимум асоціюється з пустелею Сахара і середземноморським кліматом. Південноатлантичний максимум також пов'язаний з пустелею Наміб і середземноморським кліматом в західній частині Південної Африки. Північнотихоокеанський максимум має стосунок до пустелі Сонора і клімату Каліфорнії, тоді як Південнотихокеанський максимум має стосунок до пустелі Атакама і клімату центральної Чилі, Індійськоокеанський максимум пов'язаний з пустелями Західної Австралії (Велика Піщана пустеля, Велика пустеля Вікторія, Пустеля Гібсона) і середземноморського клімату південного заходу і півдня центральної Австралії.
Середземноморські твердолисті ліси і чагарники тісно пов'язані з середземноморською кліматичною областю. У Середземномор'ї поширені склерофільні чагарники під назвою маквіс, у Каліфорнії їх називають чапараль, маторрале — в Чилі, фейнбос — у Південній Африці, маллі і квонган — в Австралії. 
Водні екосистеми середземноморської кліматичної області адаптовані до річних циклів, в яких абіотичний контроль чисельності і структури екосистем домінує під час повеней, біотичний контроль (наприклад, конкуренція і хижацтво) має важливіше значення, коли екологічні умови стають дуже суворими (наприклад, спекотними і сухими). У результаті ці угрупування добре переносять посухи, повені і пожежі.
Риси середземноморського клімату в Україні притаманні Південному берегу Криму (смуга, яка простягається приблизно від мису Айя до Кара-Дагу). Тут середня температура січня-лютого становить +3 °C — +4 °C, липня-серпня +22,5 °C — +23,5 °C, максимум опадів припадає на зиму. На відміну від регіонів з типово середземноморським кліматом, тут зимою частіше трапляються снігопади, приморозки і невеликі морози.

## Опади
Влітку над регіонами з середземноморським кліматом розташовуються східні периферії субтропічних областей високого тиску (як-то Азорський максимум). Це спричиняє переважання північних (в північній півкулі) вітрів і низхідних рухів повітря, яке адіабатично нагрівається і висушується. Сухе повітря робить неможливими або малоймовірними опади. В зимовий період тиск зменшується, переважають західні вітри, з якими переміщуються вологі повітряні маси з океану, що веде до випадання опадів. Отож райони з середземноморським кліматом отримують майже всю свою річну кількість опадів протягом зимового сезону, а влітку протягом 2-5 місяців може не бути істотних опадів.
Річна кількість опадів змінюється дуже сильно: від 100—200 мм на півдні до дуже високих значень у північній частині області на західних схилах, обернених до вологих західних вітрів. Найбільша кількість опадів у Середземномор'ї спостерігається в с. Црквіце (Чорногорія) — близько 5000 мм на рік.

## Температура
Всі регіони з середземноморським кліматом мають порівняно м'яку зиму. Влітку температури тут відрізняють за регіонами. Наприклад, в Афінах (Греція) температури влітку доволі високі (середня температура липня-серпня близько +27 °C), водночас у Сан-Франциско погода влітку є прохолодною через апвелінг холодних глибинних вод вздовж узбережжя (середня температура літніх місяців близько +17 С°). Оскільки майже всі регіони з середземноморським кліматом розташовані поблизу узбережжя морів та океанів, загалом температура в них не має значних коливань, з відносно невеликою різницею між зимовим мінімумом і літнім максимумом (хоча добові перепади температур влітку можуть бути великі, якщо місцевість не розташована безпосередньо на узбережжі). 
Температура взимку рідко опускається нижче нуля градусів, сніг також рідко випадає на рівні моря, проте в навколишніх горах часто бувають снігопади внаслідок високої вологості. 
Влітку погода коливається від теплої до спекотної, залежно від віддаленості до океану, висоти над рівнем моря, широти місцевості. Навіть у найтепліших місцях з середземноморським типом клімату температури зазвичай не досягають таких високих значень, як в прилеглих пустельних районах, що пов'язано  з пом'якшувальною дією моря. Однак інколи вітри з внутрішніх пустельних районів можуть створювати спекотні погодні умови, що спричиняє зростання небезпеки лісових пожеж.
Світовий температурний максимум належить містечку Ель-Азізія в Лівії, розташованому за 55 км на південь від узбережжя Середземного моря. 13 вересня 1922 року там було зафіксовано температуру 57,7 °C .